# Синтія Дворк
Синтія Дворк (англ. Cynthia Dwork; нар. 27 червня 1958) — американська науковиця в галузі теоретичної інформатики, фахівчиня з конфіденційності. Доктор філософії (1983), співробітниця Microsoft і раніше IBM, професор Гарвардського університету (від 2017), член Національних Академії наук (2014) і Інженерної академії (2008) США, а також Американського філософського товариства (2016).

## Життєпис
Закінчила з відзнакою Принстонський університет (бакалавр з електроінженерії й інформатики, 1979), де тоді ж стала першою жінкою, відзначеною Charles Ira Young Award for Excellence in Independent Research. У Корнелльському університету отримала ступінь магістра (1981) і доктора філософії (1983) з інформатики (Computer Science). У 1983—1985 роках постдок в лабораторії інформатики Массачусетського технологічного інституту. ВІд 1985 до 2000 року — співробітниця IBM Almaden Research Center. У 2000—2001 роках працювала в Compaq Systems Research Center. Від 2001 року — в Microsoft Research, нині заслужена (Distinguished) науковиця. Від 2017 року — професор Гарвардського університету.
дійсний член Американської академії мистецтв і наук (2008) і Асоціації обчислювальної техніки (2015).
Автор понад ста рецензованих робіт, має два десятки патентів.
Отримала третій чорний пояс із тхеквондо.

### Нагороди та відзнаки
- Премія Дейкстри (2007)
- PET Award for Outstanding Research in Privacy Enhancing Technologies (2009)
- Премія Випробування часу (англ. Test of Time Award) Конференції з теорії криптографії (2016)
- Премія Геделя (2017)
- Гіббсівська лекція Американського математичного товариства (2018)